# هیوستون (کارولینای شمالی)
هیوستون (به انگلیسی: Houston) یک منطقهٔ مسکونی در ایالات متحده آمریکا است که در شهرستان یونیون، کارولینای شمالی واقع شده‌است. هیوستون ۲۰۰٫۸۷ متر بالاتر از سطح دریا واقع شده‌است.